# Weißbrauenweber
Der Weißbrauenweber (Plocepasser mahali), früher Mahaliweber genannt, ist eine Vogelart aus der Gattung der Sperlingsweber (Plocepasser) innerhalb der Familie der Webervögel (Ploceidae). Sein Lebensraum sind semiaride beziehungsweise aride Gebiete in Subsahara-Afrika. Von besonderem wissenschaftlichem Interesse ist das Gesangsverhalten der kooperativ brütenden, duettierenden Vögel.
Laut IUCN ist der Weißbrauenweber nicht als gefährdet zu betrachten.

## Erscheinungsbild
Weißbrauenweber haben mit ihrem weiß-braunen und teils schwarzem Gefieder ein sperlingsartiges Aussehen. Von diesem Merkmal leitet sich der deutsche Trivialname der Gattung ab. Weißbrauenweber sind mit rund 17 cm größer und mit 41–54 g schwerer als etwa der Haussperling. Kennzeichnend ist der weiße Überaugenstreif, der in der deutschen Bezeichnung „Weißbrauenweber“ und auch im englischen Artbegriff „White-browed Sparrow-Weaver“ steckt. Während der Schnabel beim männlichen Vogel schwarz ist, ist er beim weiblichen hell beziehungsweise hornfarben. Den auffälligen Überaugenstreif haben beide Geschlechter.
Den ähnlich aussehenden Siedelwebern fehlt der helle Überaugenstreif. Das hilft, die teils im gleichen Biotop lebenden Arten zu unterscheiden.

## Verbreitung und Lebensraum

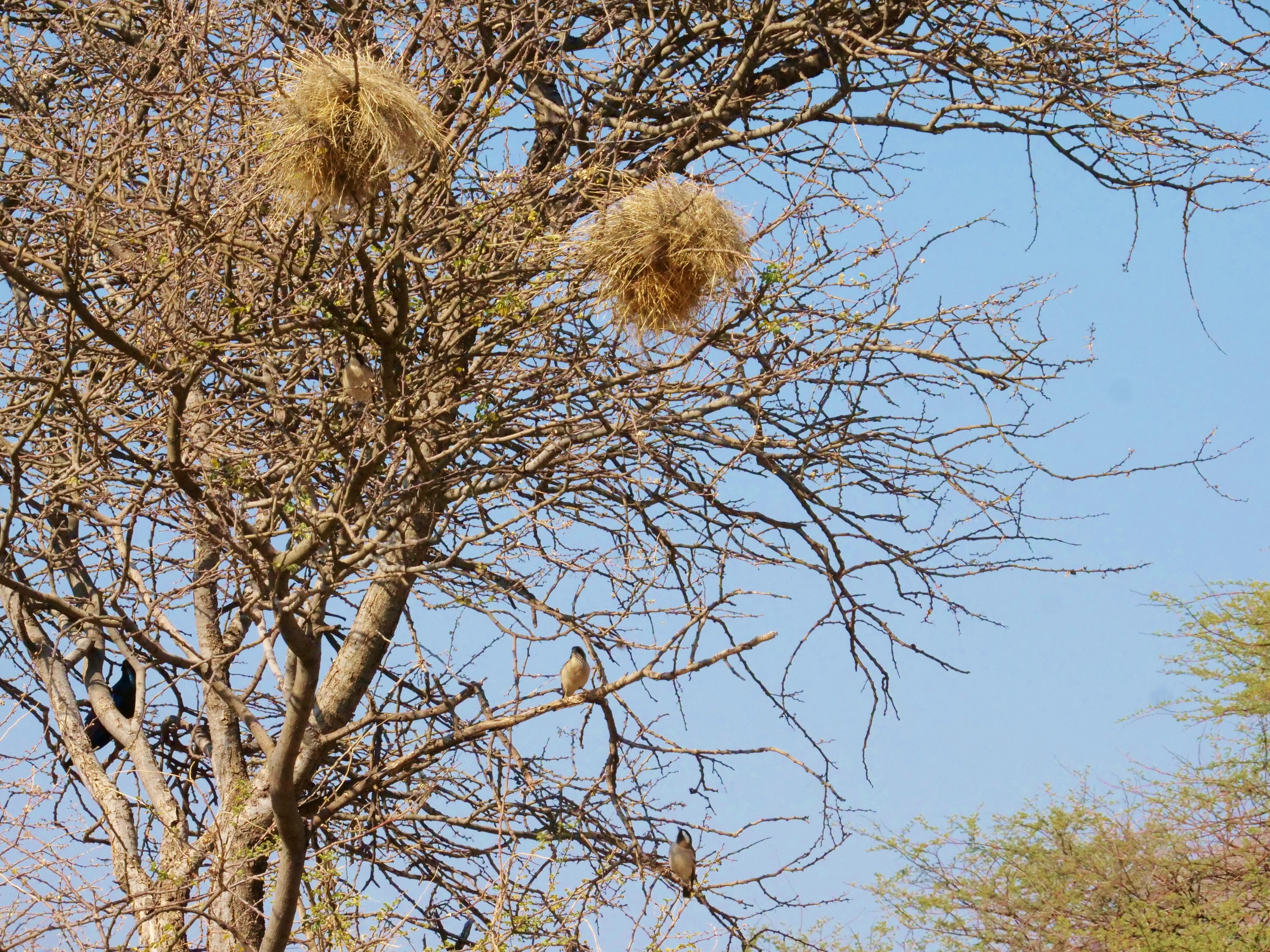
Nester des Weißbrauenwebers und zwei Webervögel

Das Verbreitungsgebiet erstreckt sich von Eritrea und Somalia über Ostafrika bis weit ins südliche Afrika, und dort westlich bis nach Namibia. Die Vögel leben bevorzugt in trockenen Savannengebieten mit einzelnen Mopane- oder Akazienbäumen. In Höhenlagen über 1400 m sind sie selten anzutreffen.

## Lebensweise
Diese Webervogelart lebt in Gruppen von 2–10 Individuen, die ganzjährig ein Territorium besetzen und verteidigen. Die Gruppen sind Großfamilien vergleichbar. Es gibt ein dominantes Paar, jungen Nachwuchs, ältere Verwandte und weitere Artgenossen, die als Helfer die Jungvögel mitversorgen und das Territorium gegenüber fremden Artgenossen behaupten beziehungsweise vor Prädatoren warnen.
Weißbrauenweber sind sesshafte Vögel, die – anders als etwa Blutschnabelweber – keine großen Ortsveränderungen vornehmen. Sie bleiben in der Regel in der Gegend, in der sie aus dem Ei geschlüpft sind. Außerhalb eines Radius von 10 km tauchen sie auf, wenn zum Beispiel der Baum zerstört ist, an dem ihre Nester hingen.
Von beringten Vögeln weiß man, dass Weißbrauenweber mehr als 10 Jahre leben können.

## Nahrung
Weißbrauenweber ernähren sich von allerlei Sämereien, darunter sind Wildkräuter aber auch Mais und anderes Getreide. Je nach Verfügbarkeit spielen Insekten wie Termiten, Käfer oder Ameisen eine große Rolle. Weißbrauenweber kontrollieren von einem erhöhten Ansitz aus das Umfeld und lauern auf Beute, die sie teilweise im Flug fangen. Fliegende Heuschrecken gehören in diese Beutekategorie. Oft packen sie ihre Beute jedoch hüpfend oder laufend auf dem Boden und verzehren sie anschließend auf dem Ansitz. Weißbrauenweber graben auch im Boden, suchen unter Steinen oder zwischen Blättern nach Insekten.

## Verhalten und Fortpflanzung
Viele Vogelarten, die ganzjährig im südlichen Afrika leben, sind bei der Fortpflanzung nicht strikt an Jahreszeiten gebunden. Stattdessen hängen Balz, Kopulation und Eiablage von Regenfällen, und damit verbunden von frischer Vegetation und einer Vermehrung der Insekten, ab. Vögel wie der Weißbrauenweber, die langfristig verpaart sind, können außerhalb der Fortpflanzungszeit ihre Beziehung durch sogenannte Duette stabilisieren. Dabei reagieren Männchen und Weibchen aufeinander mit bestimmten Gesangselementen.

### Gesang

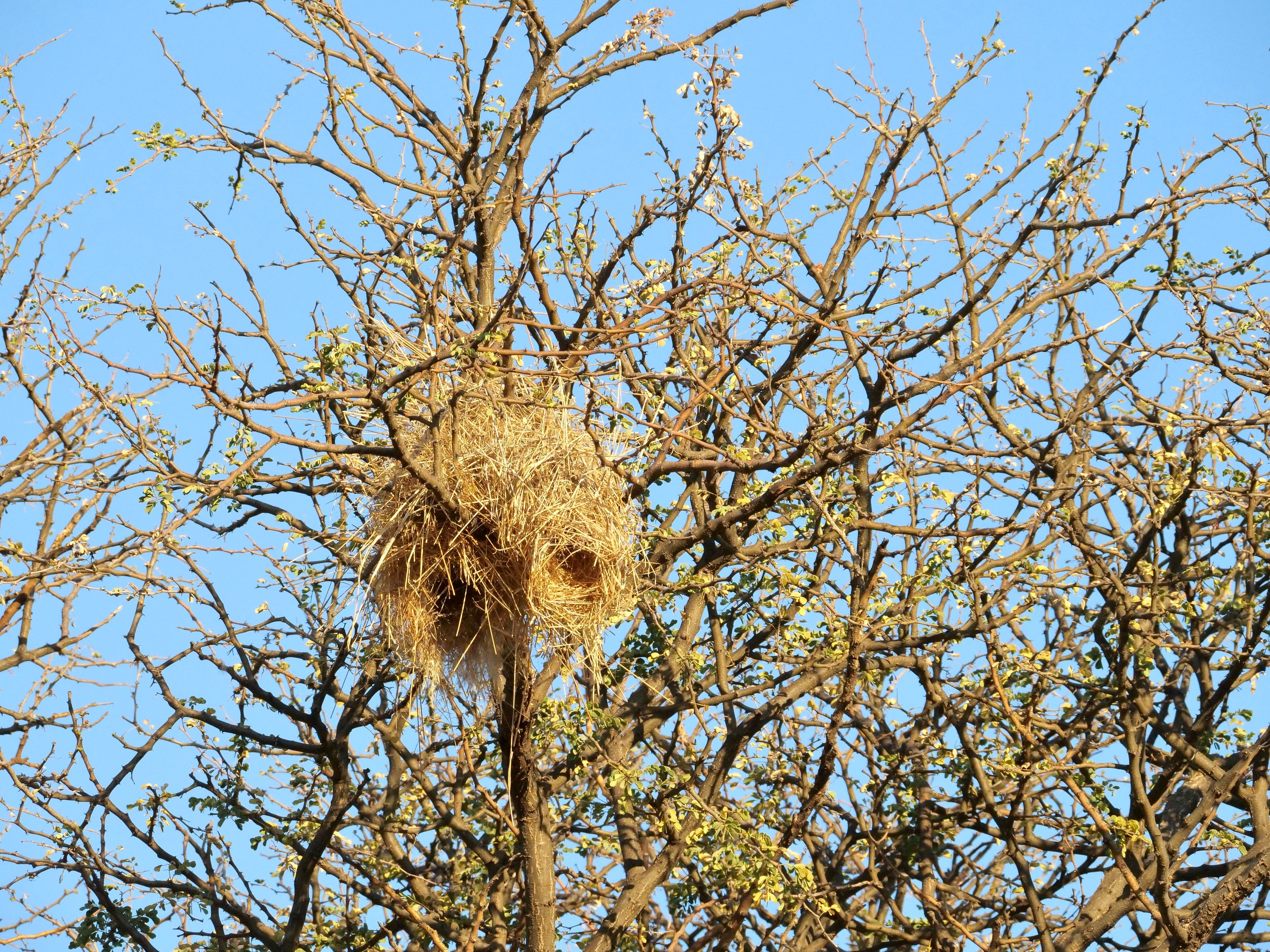
Nest des Weißbrauenwebers mit einer Öffnung

Beim Weißbrauenweber duettiert das dominante Paar der Gruppe, das als einziges Paar eigene Nachkommen hat. Auch andere Vögel in der Gruppe können im Duett singen. Wenn viele Gruppenmitglieder singen, ergibt sich ein sogenannter Chorus, der dazu führt, dass die Vogelart als „lärmend“ empfunden wird. Ungewöhnlich und von besonderem wissenschaftlichen Interesse ist, dass bei den Weißbrauenwebern die dominanten Männchen in der Morgendämmerung einen langen Sologesang ausführen. Er enthält andere Gesangselemente (Silben) als der Duettgesang.
In manchen Regionen tritt der Sologesang vornehmlich in den Sommermonaten der Südhalbkugel auf und ist mit Balz und Fortpflanzungsverhalten korreliert. In anderen Regionen hängt sein Auftreten u. a. von Regenfällen ab und ist von der Jahreszeit unabhängig. Wetterbedingungen und vor allem die Lichtverhältnisse beeinflussen das Hormonsystem und dieses wiederum das Gesangsverhalten von Vögeln. Welche Rolle der Sologesang im Rahmen der Fortpflanzung von Weißbrauenwebern spielt, ist aufgrund regionaler Unterschiede bei den Umweltfaktoren nicht abschließend geklärt.

### Nestbau
Während manche Webervögel kunstvolle Nester flechten, indem sie neue Halme durch bereits bestehende Schlaufen aus Halmen ziehen, konstruieren Sperlingsweber wie der Weißbrauenweber ihre Nester schlichter: Mehr oder minder trockene Gräser und dünne Zweige werden gesammelt, passend aufeinander gelegt, vom Vogel gebogen und zu einem weitgehend schlauchförmigen Nest mit kugelförmiger Erweiterung geformt. Bei den Weißbrauenwebern hat es oft zwei Ausgänge.
In den Nestern mit zwei Ausgängen übernachten die Vögel. Bei Brutnestern mit Eiern oder Jungvögeln ist der abwärts gerichtete Ausgang verschlossen. Typischerweise hängen die Nester von Weißbrauenwebern in 2–8 m Höhe an Mopane oder anderen Bäumen. Sie sehen von außen „zottelig“ aus, da die Enden der verarbeiteten Halme in alle Richtungen ragen.

### Brut
Weißbrauenweber sind bekannt für ihr kooperatives Brutsystem. Zwar brütet das dominante Weibchen die 2–3 Eier alleine aus, aber Verwandte, meist Geschwister, unterstützen ab zwei bis drei Tage nach dem Schlüpfen die Eltern beim Füttern der Jungen. Nicht verwandte Helfer verteidigen das Territorium der Gruppe, in dem ein oder mehrere prominente Bäume stehen.